# Arteria lumbalis

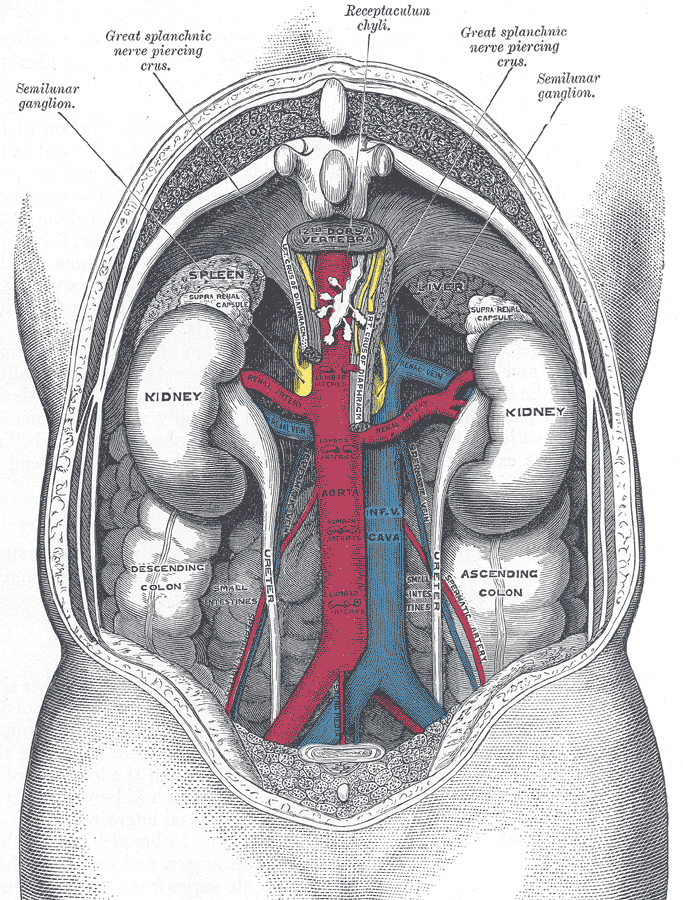
Bauchaorta von dorsal mit Stümpfen der Arteriae lumbales

Die Arteriae lumbales (lat. für „Lendenarterien“, Singular Arteria lumbalis) sind Schlagadern des Rumpfes im Bereich der Lende. Sie entspringen segmental und paarig aus der Bauchaorta in Höhe der jeweiligen Lendenwirbel. Die Anzahl der Lendenarterien variiert bei den einzelnen Säugetierarten. Beim Menschen sind im Regelfall fünf solcher Paare ausgebildet, wobei das letzte bereits aus der Arteria sacralis mediana entspringt.
Jede Arteria lumbalis teilt sich in einen Rückenmarkast (Ramus spinalis), der durch das Foramen intervertebrale in den Wirbelkanal zieht und das Rückenmark versorgt, sowie einen Rückenast (Ramus dorsalis) zur Versorgung der autochthonen Rückenmuskulatur im Bereich der Lende. Die Rami spinales sind durch eine Längsanastomose, die Arteria spinalis anterior (bei Tieren als Arteria spinalis ventralis bezeichnet), untereinander verbunden.